# 林騰蛟 (1968年)
林騰蛟 （英語：Lin Tengjiao，1968年—），陽光控股有限公司創辦人及董事會主席。

## 事紀
林騰蚊在北京大學畢業後，便開始飛往新加坡留學，直至1995年回國，在福州創立陽光教育。
2002年，林騰蛟的陽光控股收購上市公司石獅新發，更名為陽光城。
2017年7月17日，委任興業銀行非執行董事，直至2021年11月3日，因為受陽光城集團財政因素，而出售部分興業銀行股權和宣佈呈辭。

## 公職
- 全國人大代表（第十二、十三屆）
- 中國僑商聯合會副會長
- 福建省工商聯副主席